# The Wonderful World of Mickey Mouse
The Wonderful World of Mickey Mouse (Brasil: O Mundo Maravilhoso de Mickey Mouse / Portugal: O Maravilhoso Mundo do Mickey Mouse) é uma série de animação para streaming produzida pela Disney Television Animation para o Disney+. A série é uma continuação e revival da série de televisão Mickey Mouse vencedora do Emmy, usa o mesmo estilo e tem muitos do mesmo elenco e equipe, com exceção da falecida Russi Taylor, que é substituída por Kaitlyn Robrock no papel de Minnie Mouse. A série estreou em 18 de novembro de 2020 para coincidir com o 92º aniversário de Mickey. A animação é fornecida pela Mercury Filmworks.
De 18 de novembro a 18 de dezembro, o Disney+ estreou dois curtas por semana. Outros dez curtas estrearam em 28 de julho até 25 de agosto de 2021.
A série foi renovada para uma segunda temporada em novembro de 2021, consistindo em quatro antologias especiais centradas nas estações, a primeira das quais, The Wonderful Winter of Mickey Mouse, estreou em 18 de fevereiro de 2022. O segundo especial, The Wonderful Spring of Mickey Mouse, foi lançado em 25 de março de 2022.
A série recebeu críticas geralmente positivas dos críticos.

## Elenco

### Vozes principais
- Chris Diamantopoulos como Mickey Mouse[1]
- Kaitlyn Robrock como Minnie Mouse[1]
- Tony Anselmo como Pato Donald[1]
- Bill Farmer como Pateta e Pluto[1]
- Tress MacNeille como Margarida[1]

### Outras vozes
- Jim Cummings como Bafo(pt-BR) ou Pete(pt-PT?)
- Corey Burton como Professor Ludovico Von Pato
- April Winchell como Clarabela
- Paul Rudish como Vários

## Episódios
| Temporada | Temporada | Episódios | Episódios | Originalmente lançado   | Originalmente lançado |
| Temporada | Temporada | Episódios | Episódios | Estreia da temporada    | Final da temporada    |
| --------- | --------- | --------- | --------- | ----------------------- | --------------------- |
|           | 1         | 20        | 20        | 18 de novembro de 2020  | 25 de agosto de 2021  |
|           | 2         | 4         | 4         | 18 de fevereiro de 2022 | ASA                   |

### 1.ª temporada (2020–21)
| N.º na série | N.º na temp. | Título                    | Dirigido por    | Escrito por                                                                                   | Storyboard por                                   | Lançamento             | Cód. de produção |
| ------------ | ------------ | ------------------------- | --------------- | --------------------------------------------------------------------------------------------- | ------------------------------------------------ | ---------------------- | ---------------- |
| 1            | 1            | "Cheesewranglers"         | Eddie Trigueros | Darrick Bachman, Leanna Dindal, Kristen Morrison, Paul Rudish e Eddie Trigueros               | Kristen Morrison e Eddie Trigueros               | 18 de novembro de 2020 | 101              |
| 2            | 2            | "House of Tomorrow"       | Jason Reicher   | Darrick Bachman, Tara Billinger, Leanna Dindal, Jason Reicher e Paul Rudish                   | Tara Billinger e Jason Reicher                   | 18 de novembro de 2020 | 102              |
| 3            | 3            | "Hard to Swallow"         | Eddie Trigueros | Darrick Bachman, Leanna Dindal, Kristen Morrison, Paul Rudish e Eddie Trigueros               | Kristen Morrison e Eddie Trigueros               | 27 de novembro de 2020 | 103              |
| 4            | 4            | "School of Fish"          | Jason Reicher   | Darrick Bachman, Tara Billinger, Leanna Dindal, Jason Reicher e Paul Rudish                   | Tara Billinger e Jason Reicher                   | 27 de novembro de 2020 | 104              |
| 5            | 5            | "Keep Rollin"             | Eddie Trigueros | Darrick Bachman, Leanna Dundalk, Kristen Morrison, Paul Rudish e Eddie Trigueros              | Kristen Morrison e Eddie Trigueros               | 4 de dezembro de 2020  | 105              |
| 6            | 6            | "The Big Good Wolf"       | Jason Reicher   | Darrick Bachman, Tara Billinger, Leanna Dindal, Jason Reicher e Paul Rudish                   | Tara Billinger e Jason Reicher                   | 4 de dezembro de 2020  | 106              |
| 7            | 7            | "The Brave Little Squire" | Mike Bell       | Darrick Bachman, Mike Bell, Leanna Dindal, Brianne Drouchard, Ricky Roxburgh e Paul Rudish    | Mike Bell e Brianne Drouhard                     | 11 de dezembro de 2020 | 107              |
| 8            | 8            | "An Ordinary Date"        | Eddie Trigueros | Darrick Bachman, Leanna Dindal, Kristen Morrison, Paul Rudish e Eddie Trigueros               | Kristen Morrison e Eddie Trigueros               | 11 de dezembro de 2020 | 108              |
| 9            | 9            | "Supermarket Scramble"    | Mike Bell       | Darrick Bachman, Leanna Dindal, Brianne Drouhard, Paul Rudish e Eddie Trigueros               | Mike Bell, Brianne Drouhard e Eddie Trigueros    | 18 de dezembro de 2020 | 109              |
| 10           | 10           | "Just the Four of Us"     | Mike Bell       | Darrick Bachman, Mike Bell, Leanna Dindal, Brianne Drouhard, Paul Rudish                      | Sabrina Alberghetti, Mike Bell, Brianne Drouhard | 18 de dezembro de 2020 | 110              |
| 11           | 11           | "Houseghosts"             | Ryan Gillis     | Darrick Bachman, Leanna Dindal, Ryan Gillis e Paul Rudish                                     | Ryan Gillis                                      | 28 de julho de 2021    | 111              |
| 12           | 12           | "The Enchanting Hut"      | Jason Reicher   | Darrick Bachman, Tara Billinger, Leanna Dindal, Jason Reicher e Paul Rudish                   | Tara Billinger e Jason Reicher                   | 28 de julho de 2021    | 112              |
| 13           | 13           | "Duet for Two"            | Eddie Trigueros | Darrick Bachman, Leanna Dindal, Kristen Morrison, Paul Rudish e Eddie Trigueros               | Kristen Morrison e Eddie Trigueros               | 4 de agosto de 2021    | 113              |
| 14           | 14           | "Birdwatching"            | Mike Bell       | Darrick Bachman, Mike Bell, Leanna Dindal, Brianne Drouhard e Paul Rudish                     | Mike Bell e Brianne Drouhard                     | 4 de agosto de 2021    | 114              |
| 15           | 15           | "Bellboys"                | Jason Reicher   | Darrick Bachman, Tara Billinger, Leanna Dindal, Jason Reicher e Paul Rudish                   | Tara Billinger e Jason Reicher                   | 11 de agosto de 2021   | 115              |
| 16           | 16           | "I Heart Mickey"          | Ryan Gillis     | Darrick Bachman, Leanna Dindal, Ryan Gillis, Ricky Roxburgh e Paul Rudish                     | Ryan Gillis                                      | 11 de agosto de 2021   | 116              |
| 17           | 17           | "Untold Treasures"        | Eddie Trigueros | Darrick Bachman, Leanna Dindal, Kristen Morrison, Paul Rudish e Eddie Trigueros               | Kristen Morrison e Eddie Trigueros               | 18 de agosto de 2021   | 117              |
| 18           | 18           | "Disappearing Act"        | Mike Bell       | Darrick Bachman, Mike Bell, Leanna Dindal, Brianne Drouhard e Paul Rudish                     | Mike Bell e Brianne Drouhard                     | 18 de agosto de 2021   | 118              |
| 19           | 19           | "Once Upon an Apple"      | Eddie Trigueros | Darrick Bachman, Leanna Dindal, Kristen Morrison, Paul Rudish e Eddie Trigueros               | Kristen Morrison e Eddie Trigueros               | 25 de agosto de 2021   | 119              |
| 20           | 20           | "Game Night"              | Jason Reicher   | Darrick Bachman, Tara Billinger, Leanna Dindal, Kristen Morrison, Jason Reicher e Paul Rudish | Tara Billinger, Kristen Morrison e Jason Reicher | 25 de agosto de 2021   | 120              |

### 2.ª temporada (2022)
| N.º na série | N.º na temp. | Título                                 | Dirigido por                                  | Escrito por | Storyboard por                                                                               | Lançamento              | Cód. de produção |
| ------------ | ------------ | -------------------------------------- | --------------------------------------------- | --- | -------------------------------------------------------------------------------------------- | ----------------------- | ---------------- |
| 21           | 1            | "The Wonderful Winter of Mickey Mouse" | Ryan Gillis, William Reiss e Eddie Trigueros  | Darrick Bachman, Stevie Borbolla, Ryan Gillis, Kristen Morrison, William Reiss, Ricky Roxburgh, Paul Rudish e Eddie Trigueros              | Stevie Borbolla, Ryan Gillis, Kristen Morrison, William Reiss e Eddie Trigueros              | 18 de fevereiro de 2022 | 201              |
| 22           | 2            | "The Wonderful Spring of Mickey Mouse" | Karl Hadrika, William Reiss e Eddie Trigueros | Darrick Bachman, Stevie Borbolla, Karl Hadrika, Nick Lauer, Kristen Morrison, William Reiss, Ricky Roxburgh, Paul Rudish e Eddie Trigueros | Stevie Borbolla, Karl Hadrika, Nick Lauer, Kristen Morrison, William Reiss e Eddie Trigueros | 25 de março de 2022     | 202              |
| 23           | 3            | ASA                                    | TBA                                           | TBA | ASA                                                                                          | ASA                     | 203              |

## Música
Como na série anterior, a música foi composta por Christopher Willis. A Walt Disney Records lançou duas músicas da trilha sonora em um pequeno álbum chamado The Wonderful World of Mickey Mouse, co-escrito por Willis: "Donald's Conga Song" de "Supermarket Scramble" e "The Wrangler's Code" de "Cheese Wranglers" em novembro de 2020.
Mais quatro músicas da trilha sonora foram lançadas sob o título Music from The Wonderful World of Mickey Mouse, incluindo "As Long As I Have You" de "Duet for Two", além de "Island Rhythm", "Bubble Gum Days" e "Feelin' the Love".